# 國軍桃園總醫院
國軍桃園總醫院（前身為陸軍第八0四總醫院），是一所位於臺灣桃園市龍潭區、由國防部軍醫局所管理的軍醫院。1948年國軍接收原日軍臺南衛戍病院後，原院區成立於臺南，1987年院區遷至桃園龍潭、更名為國軍桃園總醫院。
國軍桃園總醫院除了提供軍職人員及其眷屬醫療服務、因應國防需求的醫學研究活動外，也以「國軍桃園總醫院附設民眾診療服務處」名義提供一般民眾醫療服務。除本院外，在新竹市亦設有分院。

## 歷史

### 臺南陸軍八0四總醫院時期

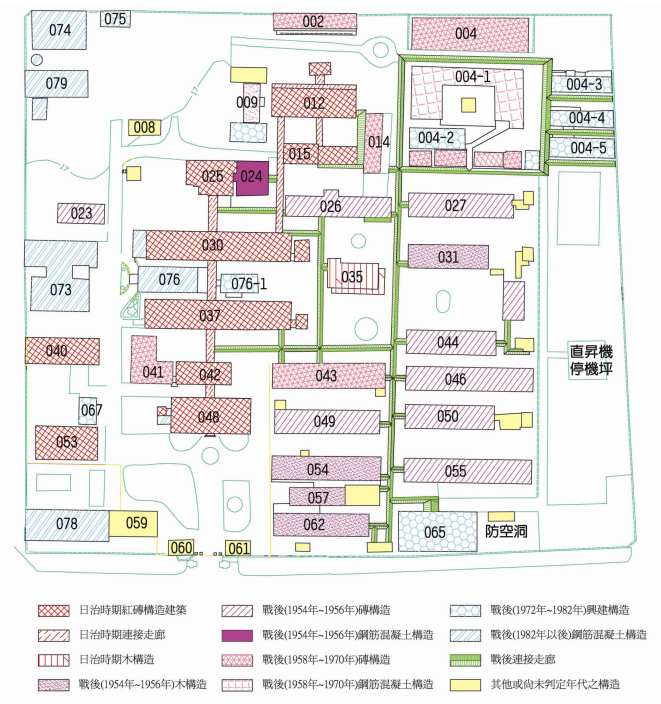
原台南衛戍病院804總醫院一遷、前配置圖

- 1897年（明治30年）：日軍於臺南成立衛戍病院。
- 1937年（昭和12年）：更名「臺南陸軍病院」。

- 1948年（民國37年）：中華民國國軍接收，更名「陸軍訓練司令部軍醫院」。
- 1949年（民國38年）：更名「臺灣省陸軍司令部軍醫院」。
- 1950年（民國39年）：4月更名「陸軍總司令部軍醫院」；10月更名「陸軍軍官學校軍醫院」。
- 1952年（民國41年）：3月更名「陸軍獨立醫院」；5月更名為「陸軍醫院」，直屬於陸軍總部。
- 1954年（民國43年）：更名「聯勤第四總醫院」，直屬聯勤總部。
- 1955年（民國44年）：更名「陸軍第四總醫院」，改隸陸軍供應司令部軍醫署。
- 1960年（民國49年）：9月1日核定改編為「陸軍第八○四總醫院」，床數自500床增編為900床，隸屬陸軍供應司令部軍醫署，並於台南大埔街52號成立民眾診療處。

- 1970年（民國59年）：增建高級長官健康檢查室。
- 1972年（民國61年）：進行院區美化，院區內花圃、水池等構造，其中位於原管理室西南側之大花圃，據說為成大建築系主任王濟昌先生之作品；位於院區西北側的水池則出現疊石假山構造，並有中華民國國徽及「毋忘在莒」刻石造景。[1]
- 1974年（民國63年）：中華醫專董事長楊家寶出資35萬元捐建家寶醫學研究室。楊家寶曾於民國62年，擔任巨人少棒隊領隊，赴威廉波特奪得世界冠軍[2]。興建軍眷門診部。
- 1974年6月台南陸軍八0四總醫院為加強軍民團結合作，特訂定「加強偏遠地區民眾義診」辦法。每月赴高雄、台南偏遠地區實施貧民義診二次。義診藥品由醫院免費提供。義診時如發現特殊病例，必須進一步檢查者，約期來院詳細檢查或住院治療。[3]
- 1975年（民國64年）：增建配電室。
- 1976年（民國65年）：增建監犯病房一棟，另新建車輛保養場停車棚一棟與保養溝一座。真理大學台文系創系之主任（台灣文學大老）張良澤因胸部動脈斷裂，經台北榮民總醫院急救治療後，轉台南陸軍總醫院（即當時台南804總醫院，今國軍桃園總醫院）再療養一個月，於11月出院。[4]
- 1977年（民國66年）：最大病患收容量約400~500 病床左右，為台南市規模最大，900 病床之容量為戰時醫院可擴充之收療規模。

- 1981年（民國70年）：增建洗腎中心，建築編號為（076-1）。
- 1983年（民國72年）：因前鋒路拓寬工程，日治時期原屍室、原庖廚浴室、原衛生材料庫等建築遭到拆除。
- 1984年（民國73年）：重建水塔，興建完成調度室（079-1）、行政大樓（078）、加護病房（076） （包括祥泰病房）、加護病房家屬休息室（030 西側）、祥泰病房車庫（079）、 官兵餐廳（073）、太平間（073）等房舍。

### 國軍桃園總醫院時期
- 1987年（民國76年）：院區遷至桃園縣桃園市（今桃園市桃園區）虎頭山旁。

- 1997年（民國86年）：院區遷至桃園縣龍潭鄉（今桃園市龍潭區）。
- 1998年（民國87年）：成立護理之家，初設50床，擴增為99床。7月1日配合國軍精實案，奉令更改隸屬為國防部參謀本部，番號更改為「國軍桃園總醫院」[5]。
- 2000年（民國89年）：台南院區移交國立成功大學管理（今力行校區西側用地）。
- 2004年（民國93年）：7 月台南院區內，大量戰後興建房舍遭到拆除，包括編號（062）、（057）、（054）、（049）、（043）、（055）、（050）、（046）、（044）、（044-1）、（031）、（027）、（026）、（014）、（016）、（017）、（018）、（004）、（002）、（082）、（009）、（081）、（024）、（008）、（0）、（076-1）、（041）等房舍。[1]
- 2005年（民國94年）：文史學者希望成功大學未來進行力行校區整建計畫時給予適當尊重與保存的毋忘在莒水池、涼亭等建築。不過遺憾的是，毋忘在莒水池在本報告書完成結案審查後，約在2005 年12 月左右已遭到校方剷平，現況無留下任何遺跡。[1]
- 2021年曾任小兒科主任的趙岳山（筆名紀剛）當選台南市歷史名人。[6]

## 義診活動
- 1972年4月23日派醫護免費為貧民義診[7]。8月18日派醫護至水災區義診，接受義診人數達1,500人[8]。同年完成由成功大學教授王濟昌規劃設計的垂直救護直升機停機坪。12月19日派醫護赴偏遠地區為貧民義診[9]。
- 1973年4月3日巨人棒球隊至本院院區體檢[10]。4月4日以直昇機空中救護航訓中心（現更名為陸軍航空特戰指揮部）受傷士官黎三光，費時8分鐘[11]。5月10日院長焦文魁上校頒發護理楷模予績優護理人員[12][10]。12月5日台南市31所國小捐款贈陸軍804總醫院，十幾名代表參觀了陸軍804醫院[13]。11月9日醫護赴烏山頭水庫遊覽，同時義診212人。[14]12月24日骨科主任鄭康和，主治醫師張浩章等治癒林福器「椎骨節邊的良性腫瘤」罕見病例[15]。
- 1974年6月30日院長焦文魁少將與楊家寶董事長一同參觀由楊家寶董事長捐款新建的實驗室[16][10]。訂定「加強偏遠地區民眾義診」辦法，規定從6月起，每月利用周末假日赴台南、高雄偏遠地區實施貧民義診二次。義診發現需進一步研究檢查者，發給門診義診券，約期到院詳細檢查或住院治療。義診藥品免費，義診醫護等工作人員茶水及餐飲由院方提供。[17]
- 1975年3月1日南化鄉鄉長謝正男、鄉民代表、婦女會理事長等代表致贈錦旗，感謝八○四醫院利用周末、假日到偏遠地區義診，半年達二千餘人[18]。9月1日醫師林禮文和警衛班上士朱念德當選國軍英雄[19]。

## 歷任院長
| 任次                    | 姓名   | 照片 | 就任時間       | 卸任時間       | 備註                                                 |
| ----------------------- | ------ | ---- | -------------- | -------------- | ---------------------------------------------------- |
| 臺南陸軍八○四總醫院時期 |        |      |                |                |                                                      |
| 1                       | 卡聲鋐 |      | 1948年5月1日   | 1950年4月15日  |                                                      |
| 2                       | 王廣田 |      | 1950年4月16日  | 1952年8月31日  |                                                      |
| 3                       | 高祥   |      | 1952年9月1日   | 1954年6月30日  |                                                      |
| 4                       | 鄒濟勳 |      | 1954年7月1日   | 1957年9月30日  |                                                      |
| 5                       | 章維瑜 |      | 1957年10月1日  | 1960年9月15日  |                                                      |
| 6                       | 白雲俠 |      | 1960年9月16日  | 1965年5月16日  |                                                      |
| 7                       | 吳剛   |      | 1965年5月16日  | 1966年9月16日  |                                                      |
| 8                       | 高祥   |      | 1966年9月16日  | 1969年5月19日  |                                                      |
| 9                       | 幸志中 |      | 1969年5月19日  | 1972年2月1日   |                                                      |
| 10                      | 焦文魁 |      | 1972年2月1日   | 1979年3月1日   | 1975年與中華醫專（現中華醫事科技大學）簽訂建教合作案 |
| 11                      | 周辛南 |      | 1979年3月1日   | 1982年1月18日  |                                                      |
| 國軍桃園總醫院時期      |        |      |                |                |                                                      |
| 15                      | 林克炤 |      | 1987年         | 1989年3月1日   |                                                      |
| 16                      | 卜國防 |      | 1989年10月16日 | 1991年12月1日  |                                                      |
| 29                      | 林致穎 |      | 2018年3月1日   | 2022年12月31日 |                                                      |
| 30                      | 戴明正 |      | 2023年1月1日   | 迄今           |                                                      |

## 外部連結
- 國軍桃園總醫院 （页面存档备份，存于）
- 國軍桃園總醫院的Facebook專頁
- 國軍桃園總醫院的Instagram帳戶
- YouTube上的國軍桃園總醫院頻道